# SOLEIL

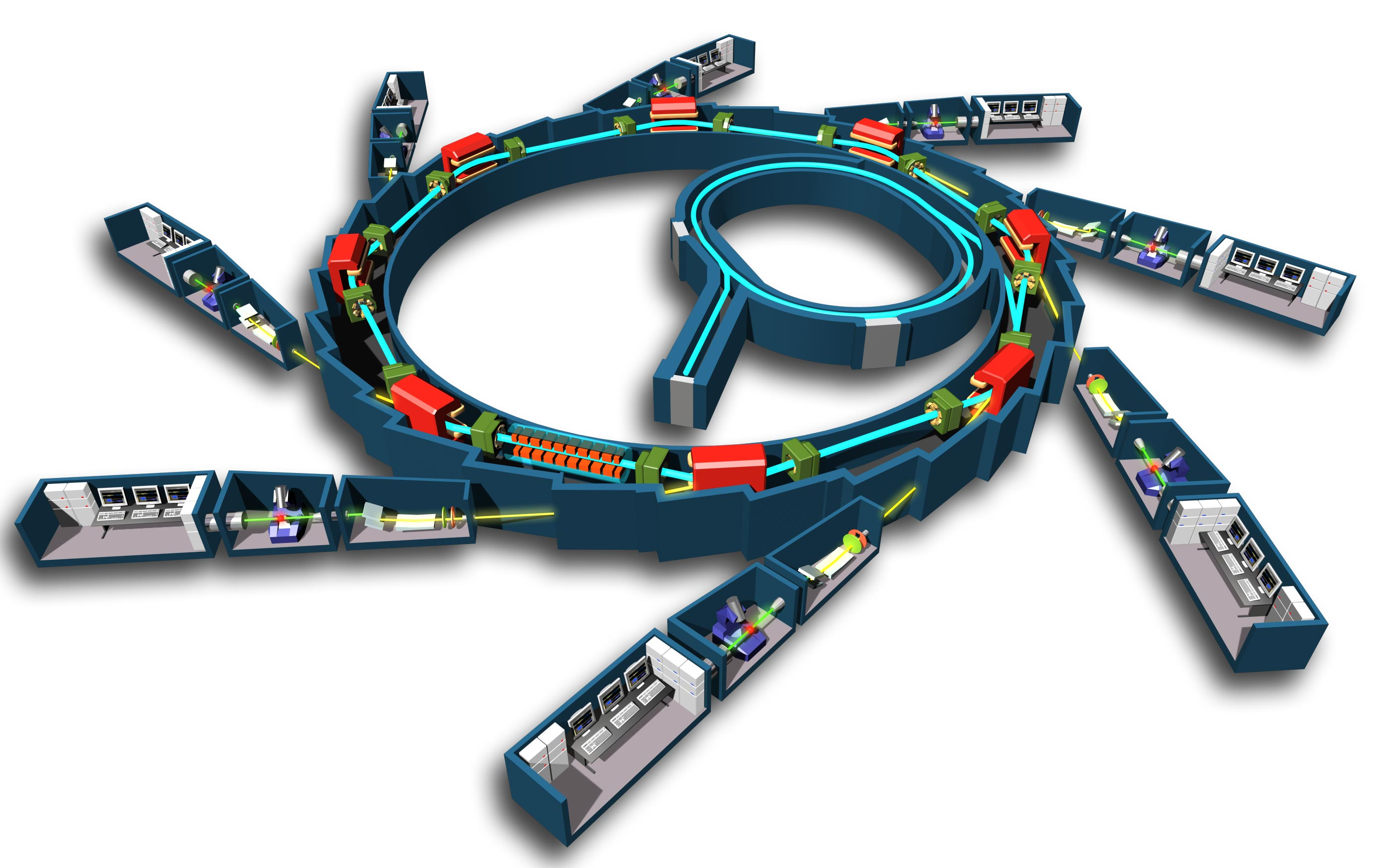
schema del sincrotrone

Il SOLEIL è un sincrotrone in funzione a Saint-Aubin in Francia.
Il nome SOLEIL è l'acronimo del francese Source Optimisée de Lumière d'Énergie Intermédiaire de LURE, e ricalca la parola soleil, che in francese significa sole.
Da un punto di vista amministrativo, il sincrotrone è gestito da una società di diritto civile (non commerciale) che fa capo al Centre national de la recherche scientifique per il 72% e al CEA Commissariat à l'énergie atomique et aux énergies alternatives che ne detiene il restante 28%.. A queste due organizzazioni di ricerca francesi, si aggiunge il coinvolgimento di diverse istituzioni amministrative.
Il complesso è situato a Saint-Aubin nei dintorni di Parigi, vicino alle località di Gif-sur-Yvette e Saclay, che ospitano altri stabilimenti adibiti alla ricerca nucleare e allo studio della fisica delle particelle.
Il SOLEIL sostituisce la struttura del LURE (Laboratoire pour l'utilisation du rayonnement électromagnétique), un laboratorio situato a Orsay, non più in funzione dal 19 dicembre 2003.
Il sincrotrone è progettato per coprire una vasta gamma spettrale, dall'infrarosso fino ai raggi X, in modo da permettere l'esecuzione di un'ampia varietà di esperimenti.
La prima accelerazione di elettroni è stata effettuata il 14 maggio 2006.
Il SOLEIL è stato inaugurato ufficialmente il 18 dicembre 2006 dal presidente francese Jacques Chirac. I suoi primi utilizzatori hanno iniziato a operarvi all'inizio del 2008.